# Tp108
Tp108 – oznaczenie na Polskich Kolejach Państwowych rosyjskiego parowozu towarowego CzW/Ch (właściwie CzWCh, ros. ЧВХ).

## Historia
Do końca XIX wieku Kolej Warszawsko-Wiedeńska, pomimo znajdowania się na terytorium Cesarstwa Rosyjskiego, używała lokomotyw kupowanych w Europie Zachodniej. Między innymi, od 1895 używano czteroosiowych parowozów towarowych z silnikiem sprzężonym zasilanym parą nasyconą, produkowanych w Hanowerze (oznaczonych później CzWG). W 1904 produkcja zbliżonych parowozów rozpoczęta została w zakładach w Charkowie. Po 1912 roku otrzymały one rosyjskie oznaczenie serii CzWCh (ЧВХ), z tego Cz oznaczało parowóz z czterema osiami wiązanymi (ros. czetyrechosnyj), W - model dla kolei Warszawsko-Wiedeńskiej, a Ch w indeksie dolnym - producenta (Charków).
Na bazie serii CzWCh opracowano następnie parowozy z przegrzewaczem pary, serii CzWPK i CzWPCh.
Po I wojnie światowej Polskie Koleje Państwowe posiadały 13 parowozów serii CzWCh, która otrzymała następnie oznaczenie Tp108.
Po wybuchu II wojny światowej, 12 parowozów zostało przejętych przez Niemców, którzy wcielili je do służby jako seria BR 55611, z numerami 55 6111 do 55 6122.
Po II wojnie światowej na PKP służyły 2 parowozy, do 1950 r..